# Édouard Mathis
Pour les articles homonymes, voir Mathis.
Édouard Mathis est un homme politique français né le 8 décembre 1860 à Ville-sur-Illon (Vosges) et mort le 14 octobre 1926 à Nancy (Meurthe-et-Moselle).

## Biographie
Né d'un père grand exploitant agricole et marchand de bois ayant été conseiller général du canton de Dompaire entre 1871 et 1883, d'un grand-père ancien maire de la ville et conseiller d'arrondissement du canton de Dompaire et d'un arrière-grand-père maire de Racécourt.
Édouard Mathis fais ses études de droit à Nancy et obtient sa licence en 1884 et devient avocat à Nancy sans plaider. Il exploite ensuite les domaines familiaux. Il préside le comice agricole local entre 1904 et 1909 ainsi que la Chambre syndicale des marchands de bois des Vosges. Il fonde en 1909 l'Union des syndicats agricoles des Vosges et la dirige jusqu'à sa mort. Son successeur est André Barbier. Mathis est un catholique militant ou « clérical » et fonde de nombreux patronages et œuvres catholiques. Il est très actif dans les congrès généraux des catholiques vosgiens. Il est élu conseiller municipal de Ville-sur-Illon en 1888 puis est élu maire en 1892 jusqu'en 1908 où il est battu avant de revenir à se poste en 1912 et jusqu'à sa mort. Il est élu en 1904 conseiller général dans le canton de Dompaire mais en 1910 il échoue face à un républicain de gauche, son petit cousin. Il s'y représente en 1919 sans parvenir à y être réélu.
Aux législatives de 1914 il se présente dans l'arrondissement de Mirecourt contre Marc Mathis qui est son cousin germain et fut largement battu. Il se représente à nouveau en 1919 cette fois au scrutin de liste sur celle de l'Union nationale républicaine, Mathis arrive second et est réélu en 1924. Il avait eu deux filles, l'une épousant un inspecteur d'assurance qui reprit l'exploitation familiale et l'autre épousa Paul Michaut, administrateur de la cristallerie de Baccarat, fils d'Adrien Michaut, ancien maire de Baccarat et conseiller général.